# Ingemar Nilsson
Ingemar Nilsson, född 24 juli 1956 i Kristine församling i Göteborg, är en svensk politiker (socialdemokrat). Han var ordinarie riksdagsledamot 2010–2021, invald för Västernorrlands läns valkrets.
Som nytillträdd riksdagsledamot blev Nilsson suppleant i arbetsmarknadsutskottet och näringsutskottet. Han upphörde att vara suppleant i arbetsmarknadsutskottet den 29 september 2014. Den 4 oktober 2013 blev han ordinarie ledamot i näringsutskottet, vilket han sedan var till den 6 april 2017. Han blev suppleant i finansutskottet den 25 november 2014 och sedan ledamot den 6 april 2017. Han var suppleant i EU-nämnden från 17 december 2014 till 31 oktober 2015. Nilsson var personlig suppleant i styrelsen för stiftelsen Riksbankens jubileumsfond från 24 oktober 2014 till 31 oktober 2016, och den 1 november 2016 blev han ledamot i styrelsen.
Nilsson är gift och bor i Sundsvall, men från början från västkusten.